# Sandman – Das Erwachen
Das Erwachen (Originaltitel: The Wake) ist die zehnte und letzte Sammlung der DC-Comics-Serie Sandman. Die Geschichten wurden von Neil Gaiman geschrieben, illustriert von Michael Zulli, Jon J. Muth und Charles Vess und gelettert von Todd Klein.
Die Ausgaben dieser Sammlung erschienen zuerst in Heftform 1996. Die Sammlung erschien als Paperback und Hardcover 1996.

## Inhalt
Das Erwachen bildet einen Epilog zur Serie, deren Haupthandlung mit Morpheus’ Tod in der vorangegangenen Sammlung endete.
Der erste Teil der Handlung erzählt von Morpheus’ Totenwache, seiner Beerdigung und seinem Nachfolger Daniel Hall, der mit großer Vorsicht und Sensibilität sein Reich übernimmt. Insbesondere bei der eigentlichen Totenwache tauchen viele Charaktere der Serie wieder auf, teilen ihre Sicht der Dinge, besonders ihre Sicht von Morpheus mit.
Danach folgen drei unabhängige Geschichten. Die erste, „Epilog: Sonntagstrauer“ (An Epilogue, Sunday Mourning), handelt wieder vom Unsterblichen Hob Gadling und seiner neuen Freundin, die im heutigen Amerika an einem Renaissance-Festival teilnehmen. Gaiman zeigt, wie Gadling sich aus Nostalgie betrinkt, weil er weiß, wie es im England des 15. Jahrhunderts ausgesehen hat. Zufällig trifft er einen Buchbinder, der ein Buch besitzt, das Gadling selbst in seiner Karriere als Buchdrucker vor 500 Jahren gemacht hatte. Danach trifft er Death, die ihm anbietet, ihn mitzunehmen. Aber Gadling will, nach kurzer Überlegung, doch noch nicht sterben, obwohl er weiß, dass sein Freund Morpheus tot ist.
Die zweite Geschichte, „Exile“ (Exiles), ähnelt der Geschichte „Weiche Stellen“ aus Fabeln und Reflexionen. Sie handelt von einem alten Berater des chinesischen Kaisers, der bei diesem in Ungnade gefallen ist, weil sein Sohn an einer Verschwörung gegen den Kaiser beteiligt war. Auf seiner Reise rettet er ein Kätzchen und nimmt es mit. Während eines Sandsturms verirrt er sich und gerät, geführt vom Kätzchen, ins Traumland, wo er beide Aspekte von Dream trifft: Morpheus und Daniel.
Die dritte und letzte Geschichte der Sammlung und der Serie überhaupt, „Der Sturm“ (The Tempest), handelt von dem zweiten Stück, das Shakespeare als Gegenleistung für sein Talent für Morpheus schrieb. Das erste war Ein Sommernachtstraum (siehe Sandman – Traumland). Das zweite Stück ist Der Sturm, Shakespeares letztes Stück. Wieder verwebt Gaiman Teile des Stücks mit der Lebensgeschichte Shakespeares. Der Epilog des Stücks wird zum Kommentar zu Shakespeares Karriere, als dieser die Gaben wieder zurückgibt, die er im Handel mit Morpheus erwarb.
In der Vertigo-Ausgabe von Das Erwachen folgen dann noch zwei kurze Geschichten um Desire, Dreams Schwester: „Die Blumen der Liebe“ (The Flowers of Romance) über einen gealterten Faun, dem Desire ein Geschenk macht, und „Als sie sich selbst begegneten“ (How They Met Themselves) über eine Reisegruppe, die diejenigen trifft, die ihre wahre Liebe sind. Beide Geschichten stammen aus der Vertigo-Reihe Winter’s Edge und gehören daher nicht zur eigentlichen Sandman-Serie.